# Albert Jamet
Dom Albert Jamet (né à Tours le 6 février 1883 et décédé le 24 août 1948 à Québec) est un moine de l'ordre de Saint-Benoît, connu pour ses travaux d'historien, notamment pour sa biographie de Marguerite Bourgeoys.